# Kapelski kresovi
Kapelski kresovi igrana je serija od 13 epizoda, premijerno prikazana na RTV Zagreb 1975. i 1976.
Snimanje prema romanu partizana i književnika Veljka Kovačevića započelo je 1974. na autentičnim lokacijama Gorskoga kotara i trajalo je devet mjeseci. Serija prikazuje događaje u Gorskom kotaru i Primorju za vrijeme ustanka protiv talijanskog okupatora u Drugom svjetskom ratu. Glumačku ekipu činilo je više od 200 glumaca. Nadi Gaćešić i Žarku Radiću bile su to prve velike uloge za koje su 1976. na festivalu u Nišu proglašeni glumačkim parom godine.

## Glavna glumačka postava
- Boris Dvornik kao Andro Grgurić (Dimnjačar)
- Božidar Orešković kao Vitko Rolanić (Riđan)
- Zdenko Jelčić kao Komandant Ljubo
- Marjan Jerčić kao Kritičar
- Pero Jurišić kao Artiljerac
- Žarko Radić kao Zlatko Mateić (Jastreb)
- Nada Gaćešić kao Ina
- Rastislav Jović kao Žuti
- Darko Čurdo kao Zvonko Pukiselić (Vihor)
- Zvonko Lepetić kao  Brko -Ekonom
- Nereo Scaglia kao General Cesare
- Mirko Svec kao Operativac
- Miloš Kandić kao Prsan
- Adam Vedernjak kao Profesor (Vlado grozni)
- Božidar Smiljanić kao Pukovnik Tugliusi
- Mirko Satalić kao Pjesnik
- Predrag Burić kao Srećko (Klinac)
- Vanja Drach kao Doktor Bitte
- Miro Šegrt kao Špija